# Charlotte de Lannoy
Charlotte de Lannoy, född okänt år, död 1626, var en fransk hovfunktionär. Hon var Première dame d'honneur till Frankrikes drottning Anna av Österrike mellan 1624 och 1626. 
Hon var dotter till Christophe de Lannoy, gouverneur de Montreuil. 
Hon beskrivs som en "respektabel matrona" och hade utnämnts till hovdam av kardinal Richelieu för att övervaka drottningen, vilket gjorde att hon inte var väl ansedd av denna. Hon eskorterade drottningen under färden till kusten 1625, då George Villiers, 1:e hertig av Buckingham uppvaktade drottningen, och var den som talade om incidenten för kungen.